# Sinj
Sinj (tyska: Zein, italienska: Signo, Sign eller Signa) är en stad i Dalmatiens inland i Kroatien. Staden ligger i den historiska regionen Zagora och 2001 hade Sinj 11 468 invånare (med ytterområden 25 373).

## Kultur
Sinj är framförallt känt i Kroatien för den traditionella riddarturneringen Sinjska alka som även är en turistattraktion. 

## Kända personligheter från Sinj
- Mirko Hrgović, fotbollsspelare
- Vedran Runje, fotbollsmålvakt
- Vladimir Beara, fotbollsmålvakt